# 구석
구석(九錫)은 중국 한나라 때 천자가 공이 큰 신하나 황족에게 준 9가지 특전이다. 현재까지 소하, 왕망, 조조만이 받있을 정도로 엄청났던 것이다. 구석은 다음과 같다.
1. 이동 시 두 대의 수레를 움직일 수 있다. 한 대는 제후가,한 대는 호위무사가 탄다. 검은 소 두필, 누런 말 여덟필로 수레를 이동시킨다.
2. 의복, 곤룡포에 면류관을 사용한다. 붉은색 신발을 신는다.
3. 조정이나 집에서 음곡이나 가무를 틀 수 있다. 천자 앞에서는 팔일무, 왕 앞에서는 육일무를 추도록 한다.
4. 거처하는 집 대문과 나무기둥에 붉은색을 칠할 수 있다.(朱戶)
5. 황궁내 전상에 신발을 신고 오를 수 있다.
6. 300명 가량의 호위병을 데리고 다닐 수 있다.
7. 도끼를 가지고 다닐 수 있다.
8. 붉은 활 한벌과, 붉은 화살 백개, 그리고 검은 활 열벌과 화살 3천개를 가지고 다닐 수 있다.
9. 옥으로 만든 제기로 술을 빚을 수 있다.

## 같이 보기
- 멸족